# Гогоцький Микола Сильвестрович
Мико́ла Сильве́стрович Гого́цький (1822, Кам'янець-Подільський — 29 січня (10 лютого) 1900, Кам'янець-Подільський) — краєзнавець, історик релігії Поділля. Брат Сильвестра Сильвестровича Гогоцького.

## Біографія
Закінчив Подільську духовну семінарію у Кам'янці-Подільському, 1850 року зі званням кандидата історико-філологічний факультет Київського університету .
Працював від 1856 у Подільському губернському правлінні. 1870—1880 — директор гімназії в м. Холм.
Від 1880 жив у Кам'янці-Подільському, брав активну участь у громадському житті.

## Праці (російською мовою)
- Про возз'єднання подільських уніатів із православною церквою наприкінці минулого століття (1883).
- Духовенство Поділля кінця минулого та першої половини поточного століття (1897).